# Ericameria nauseosa
Ericameria nauseosa là một loài thực vật có hoa trong họ Cúc. Loài này được (Pall. ex Pursh) G.L.Nesom & G.I.Baird mô tả khoa học đầu tiên năm 1993.